# Abusir

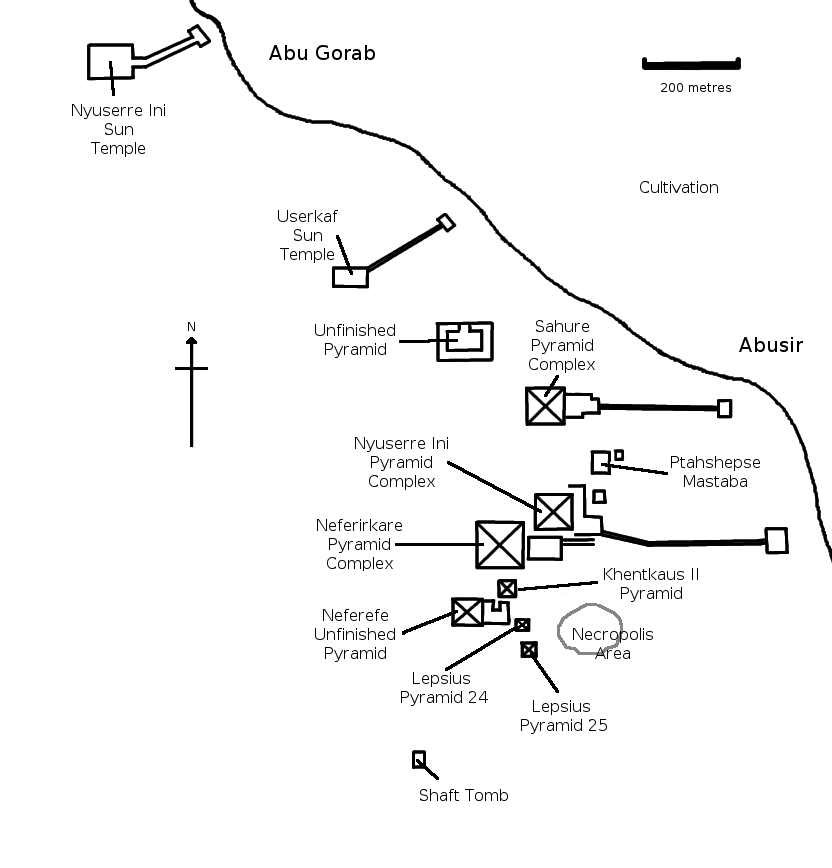
Karte von Abusir

Abusir (arabisch أبو صير, DMG Abū Ṣīr) ist ein Dorf und eine archäologische Fundstätte in Ägypten, die am Westufer des Nils, etwa 25 Kilometer südwestlich von Kairo liegt. Sie gehört seit 1979 als Teil der Stätte Memphis und seine Nekropole – die Pyramidenfelder von Gizeh bis Dahschur zum UNESCO-Welterbe. Der Name leitet sich vom ägyptischen Per-Usir, griechisch Busiris, ab und bedeutet „Haus (Kultstätte) des Osiris“.

## Baugeschichte
Abusir war bereits im mittleren Paläolithikum von Jägern bewohnt und im Neolithikum besiedelt. Besondere Bedeutung erlangte es in der 5. Dynastie, als der erste Herrscher Userkaf (ca. 2500–2490 v. Chr.) dort das Sonnenheiligtum Nechen-Re errichtete und sein Nachfolger Sahure (ca. 2490–2475 v. Chr.) eine Königsnekropole gründete.

### Altes Reich

#### Sahure
Sahure baute sich als erster an diesem Ort einen eigenen Pyramidenkomplex, der als Meilenstein in der Entwicklung der ägyptischen Königsgräber gilt. Die Dimensionen seiner Pyramide waren kleiner als die der Pyramiden der 4. Dynastie, jedoch nahmen seine Toten- und Taltempel einen höheren Stellenwert ein. Der Totentempel wurde mit fein bearbeiteten Baumaterialien gestaltet. Für die Palmsäulen, die in einem offenen Hof standen, wurde roter Granit verwendet. Die Wände aus weißem Kalkstein waren mit farbenprächtigen Szenen im Flachrelief verziert, die hauptsächlich mythische Szenen des Herrschers beim siegreichen Kampf gegen die traditionellen Feinde Ägyptens, Jagdszenen und Schiffe zeigten.
Der Taltempel von Sahure am Wüstenrand war durch einen Kanal mit dem Nil verbunden und diente als Anlegeplatz. Ein Aufweg führte von hier zum Totentempel. Einige Fragmente der Reliefdekoration des Aufweges zeigten Feiern zur Einweihung der Gebäude, hungernde Beduinen und weitere Szenen.

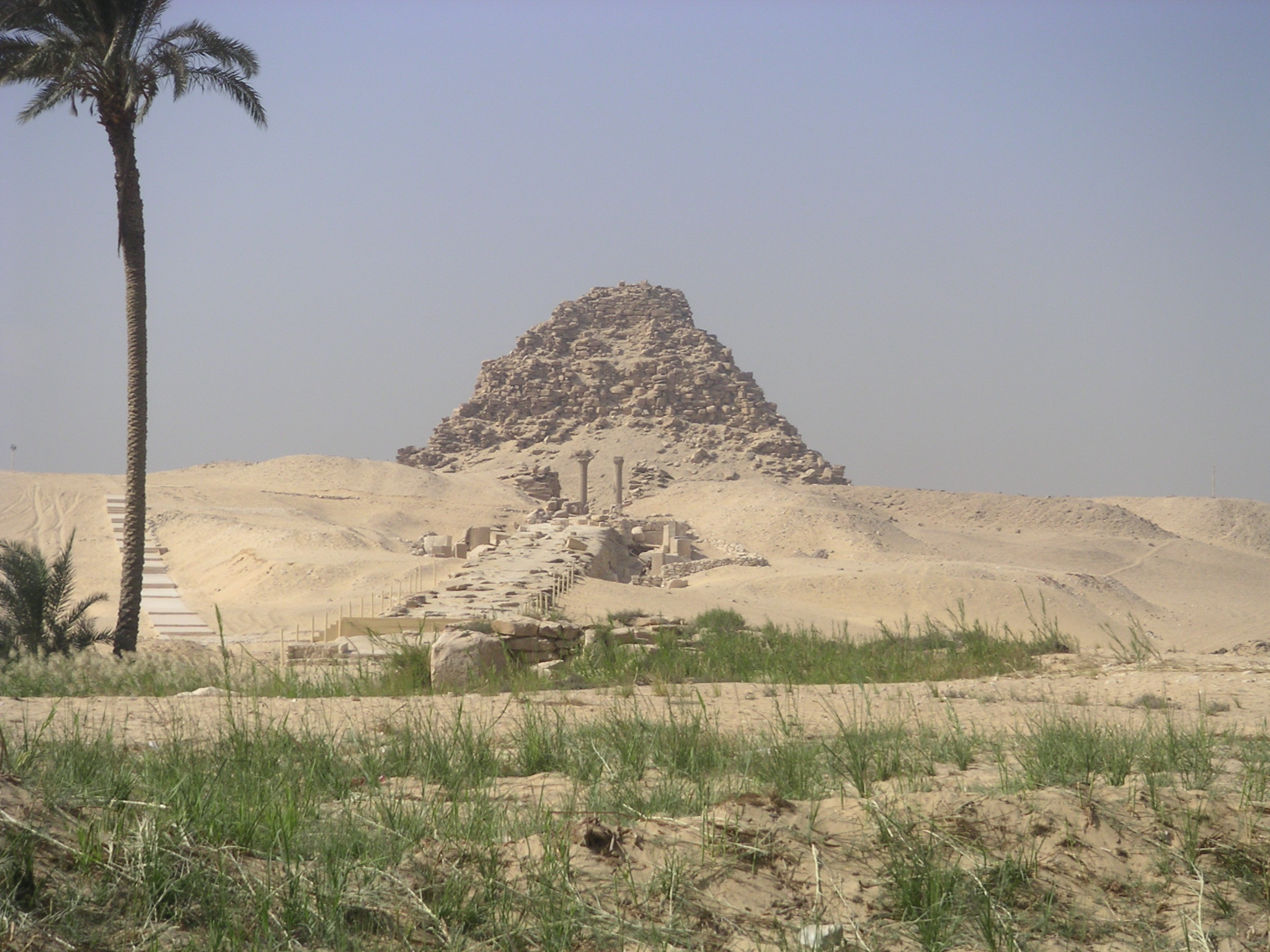
Pyramide und Totentempel des Sahure
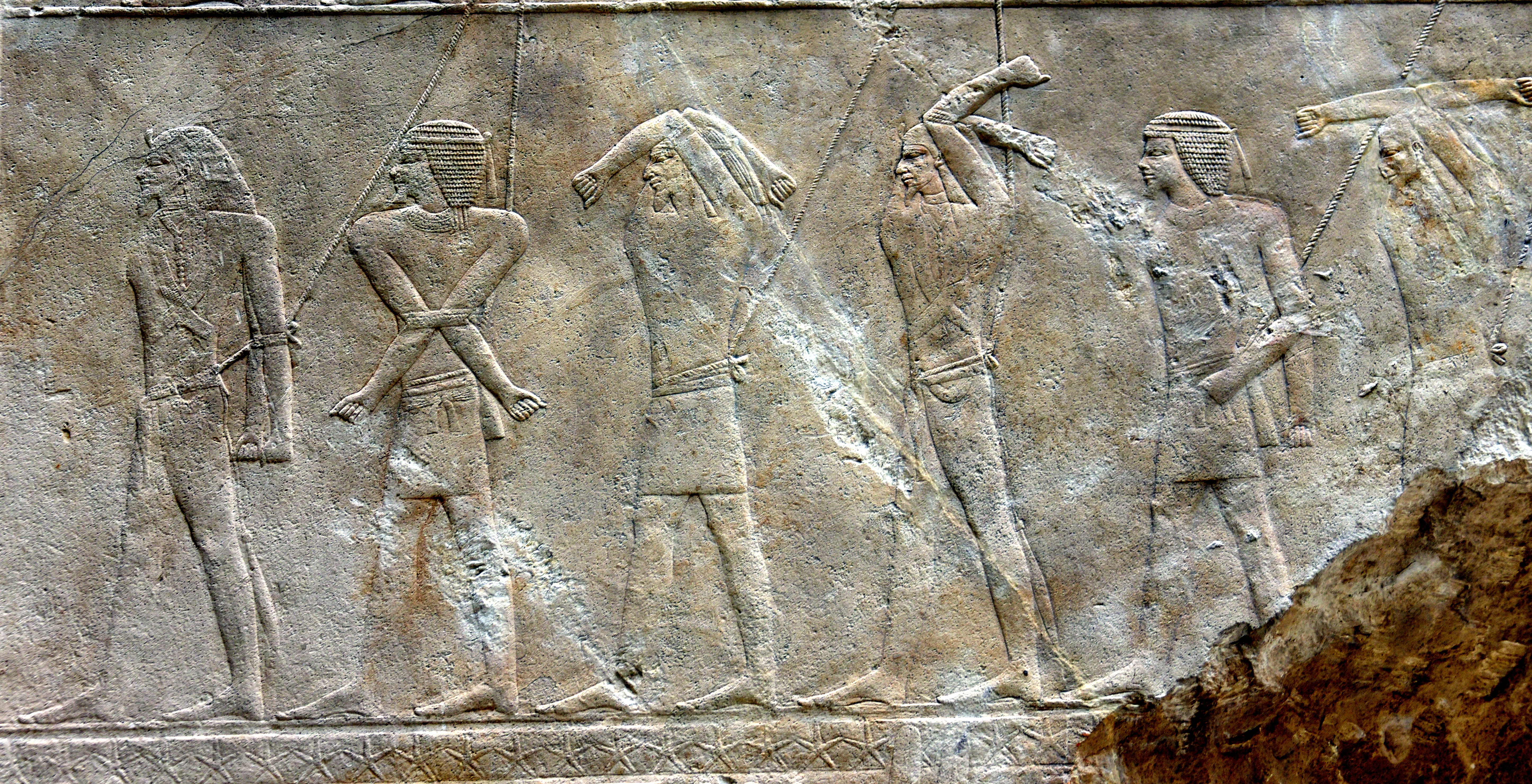
Relief vom Totentempel des Sahure
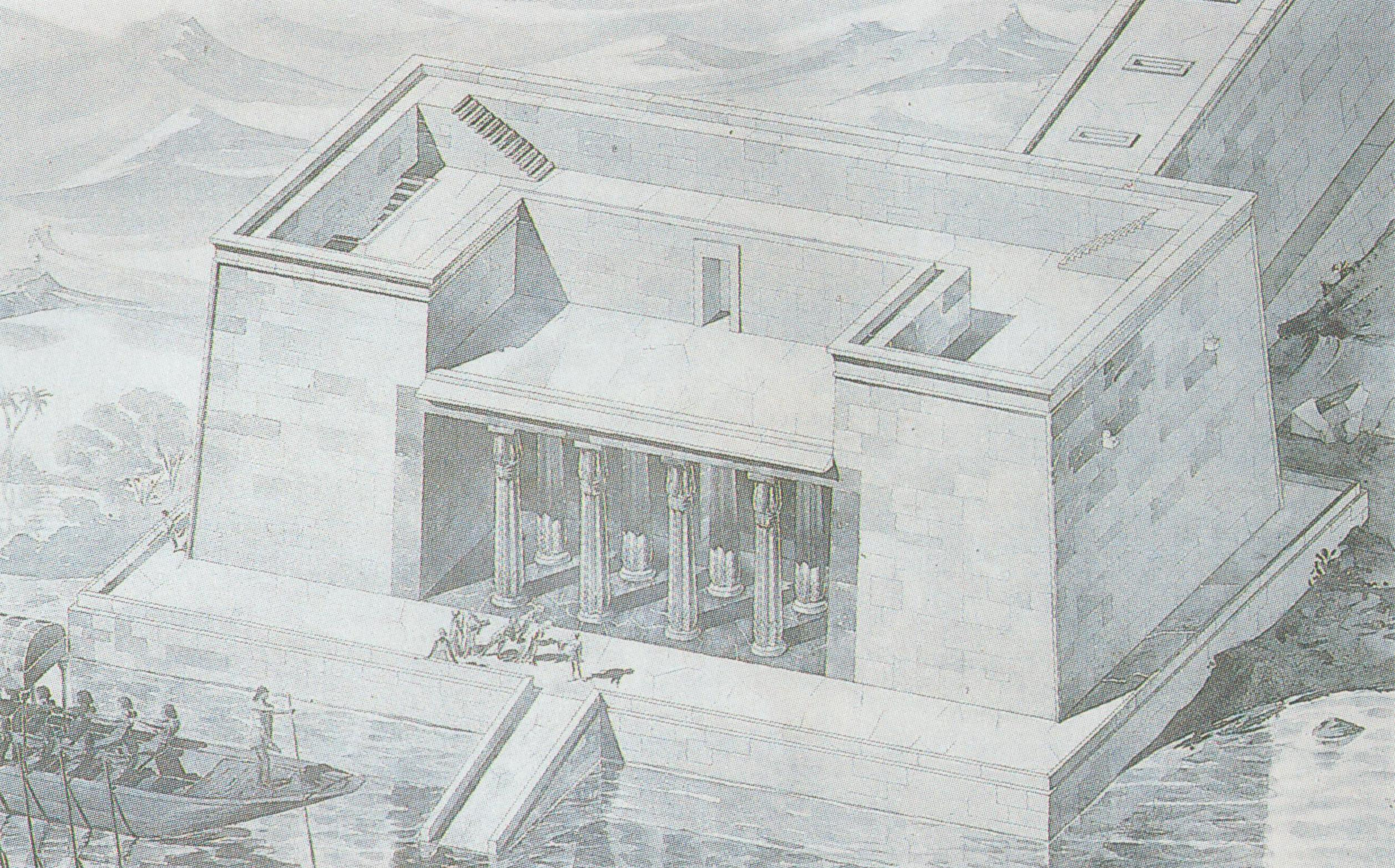
Rekonstruktion des Taltempels nach Borchardt ohne Südflügel (1910)
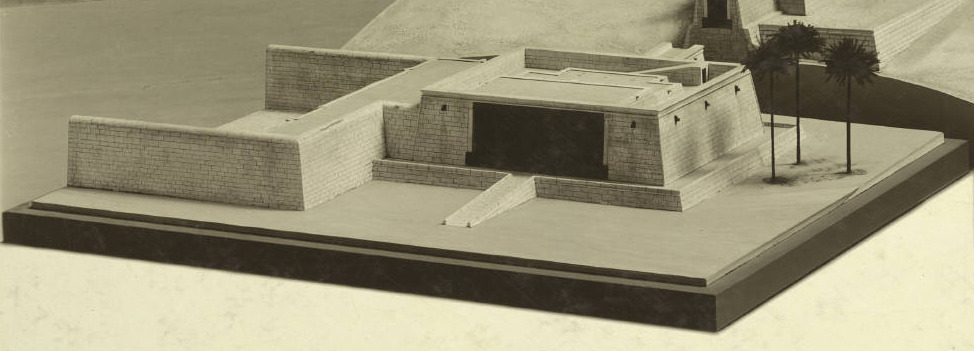
Modell des Taltempels

#### Neferirkare und der Chentkaus II.
Der Pyramidenkomplex des Nachfolgers von Sahure, Neferirkare (ca. 2475–2465 v. Chr.), befand sich am höchsten Punkt des Friedhofs. Die Pyramide, die im Laufe der Bauarbeiten von einer Stufenpyramide in eine echte Pyramide umgewandelt wurde, erreichte eine Höhe von etwa 74 Metern. Die Verkleidung blieb jedoch, wie die übrigen Teile des Komplexes, infolge des vorzeitigen Todes des Herrschers unvollendet. Sein Totentempel wurde von seinen Söhnen und Nachfolgern Raneferef und Niuserre aus Lehmziegeln und Holz errichtet. Ende des 19. Jahrhunderts entdeckten Grabräuber in den Lagerräumen des Totentempels ein Papyrus-Archiv (das so genannte Erste Abusir-Archiv). Diese Aufzeichnungen stammen aus dem letzten Teil der 5. bis zum Ende der 6. Dynastie.
Auf der Südseite der Pyramide von Neferirkare befindet sich der kleinere Pyramidenkomplex seiner Frau, Chentkaus II. Zu den wertvollen Funden aus dem Totentempel der Königin gehören zahlreiche Papyrusfragmente (Zweites Abusir-Archiv) und andere Materialien, die ein neues Licht auf komplexe Probleme im Zusammenhang mit dem Ende der 4. und dem Beginn der 5. Dynastie werfen, insbesondere auf die Rolle der beiden Königinnenmütter, Chentkaus I. und Chentkaus II.

#### Raneferef

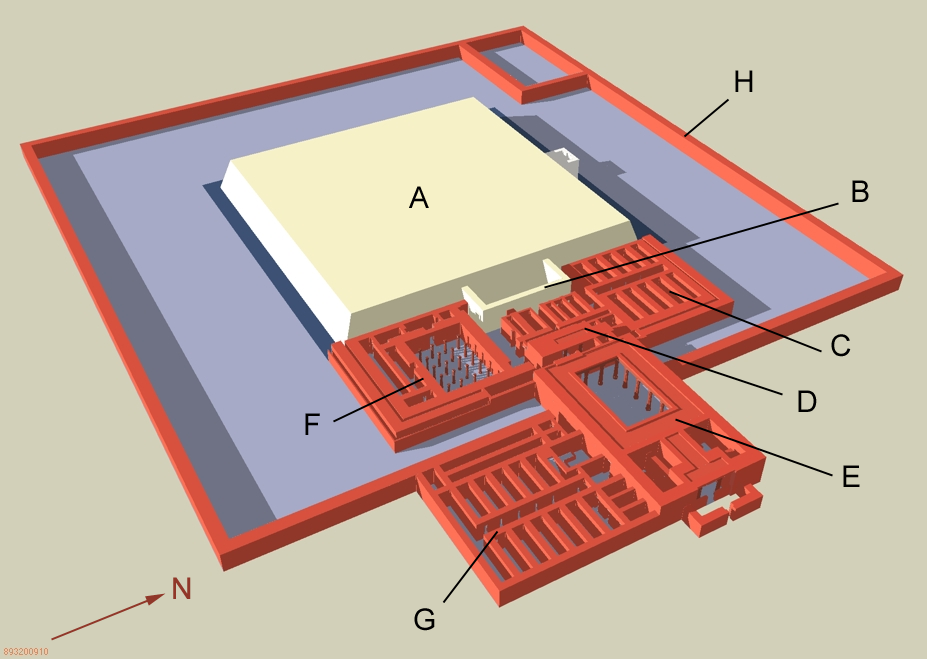
Rekonstruktion des Raneferef-Pyramidenkomplexes

Neferirkares ältester Sohn Raneferef regierte nur für eine kurze Zeit, vielleicht zwei Jahre. Seine unvollendete Pyramide wurde in eine Mastaba umgewandelt, und vor ihrer Ostseite wurde ein architektonisch einzigartiger Totentempel aus Lehmziegeln errichtet. Zu den dortigen Funden gehören Statuenfragmente des Herrschers sowie Papyri aus einem weiteren Tempelarchiv (dem Dritten Abusir-Archiv). Ein ritueller Schlachthof, bekannt als das „Messer-Heiligtum“, war mit diesem Totentempel verbunden.
Zwischen der Pyramide von Sahure und dem Sonnenheiligtum von Userkaf sind Reste von Pyramidenfundamenten freigelegt worden, die Raneferefs kurzzeitigem Nachfolger Schepseskare zugeschrieben werden.

#### Niuserre und Reputnebu
Um in der Nähe seiner Familie zu bleiben, errichtete der nächste Herrscher der 5. Dynastie, Niuserre, seine Pyramide an der nordöstlichen Ecke der Pyramide von Neferirkare, wobei er sich die unvollendeten Fundamente seines Taltempels und einen Teil des Aufweges für seinen eigenen Komplex aneignete. Der offene Innenhof von Niuserres Totentempel war mit papyrusförmigen Säulen aus rotem Granit geschmückt, mit einer Reliefdekoration, die in vielerlei Hinsicht der von Sahure ähnelte. Der übliche, rechteckige Tempelgrundriss musste jedoch aus Platzgründen zugunsten eines L-förmigen Grundrisses aufgegeben werden.

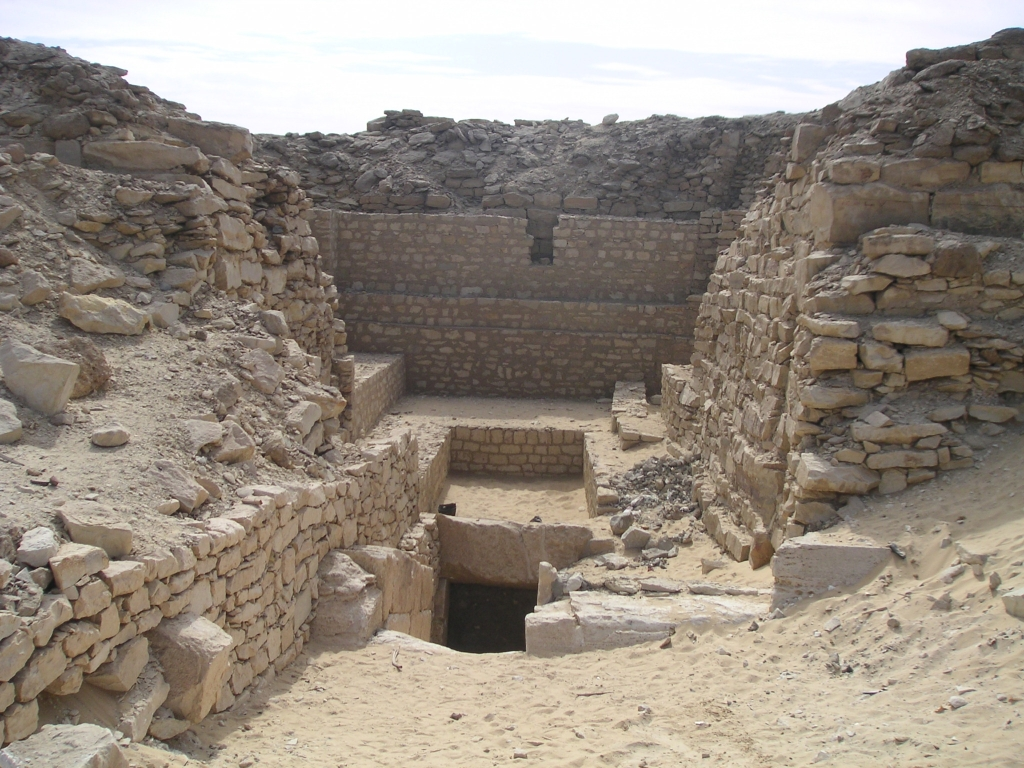
Eingang zum Unterbau der Lepsius-XXIV-Pyramide

Niuserres Gemahlin Reputnebu scheint nicht in der Nähe ihres Mannes begraben zu sein. Ihr Grab ist möglicherweise einer der Pyramidenkomplexe, die auf der archäologischen Karte von Lepsius mit Nr. XXIV und Nr. XXV gekennzeichnet wurden. Ausgrabungen in Pyramide Nr. 24 haben wertvolle Informationen über ihre Bauweise geliefert, aber der Name ihres Besitzers bleibt unbekannt. Niuserres Nachfolger Menkauhor gab die Nekropole von Abusir auf.

#### Weitere Gräber

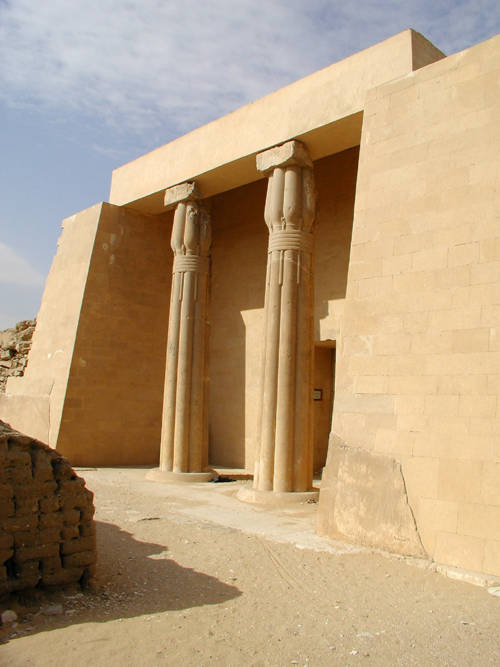
Lotossäulen der Mastaba des Ptahschepses

Auch andere Mitglieder der Königsfamilie sowie Höflinge und Beamte der damaligen Zeit wurden in der Nähe der Pyramiden begraben. Das größte dieser Gräber gehörte dem Wesir Ptahschepses, dem Schwiegersohn von Niuserre. Diese zweifach verlängerte Mastaba stand den königlichen Komplexen in Größe, architektonischem Plan und Qualität der dekorativen Reliefs in nichts nach. Ihre achtstängeligen, lotosförmigen Säulen aus feinem Kalkstein sind einzigartig. Nicht weit davon entfernt befindet sich die Mastaba der Prinzessinnen Chamerernebti und Meretites, zwei Töchter von Niuserre. In der Nähe befinden sich auch die Mastabas der Prinzessinnen Chekeretnebti und Hedjetnebu, Töchter des Djedkare.
Am Südrand von Abusir wurde ein großer Friedhof mit Gräbern von Würdenträgern aus der 3. bis 6. Dynastie entdeckt, darunter das teilweise intakte Grab des Wesirs Kar und seiner Familie aus der Zeit von Pepi I. In diesem Teil von Abusir befindet sich auch das Grab des Priesters Fetekta, das am Ende der 5. Dynastie errichtet wurde. Am Nordrand befindet sich eine Grabstätte der 5. Dynastie mit Gräbern von Personen aus den unteren sozialen Rängen.

### Nach dem Alten Reich
Während der Ersten Zwischenzeit gab es in Abusir keine königlichen Totenkulte. Obwohl zu Beginn des Mittleren Reiches kurzzeitig wiederbelebt, wurde Abusir von dieser Periode bis in die Spätzeit zunehmend zu einem Friedhof für das einfache Volk. Ein Friedhof im Südwesten von Abusir enthielt riesige Schachtgräber, die auf das Ende der 26. und den Beginn der 27. Dynastie datiert wurden. Unter diesen befand sich das Grab von Udjahorresnet, Kanzler der persischen Könige Ägyptens, Kambyses und Darius I. Sein Grab wurde mit einem ausgeklügelten System von miteinander verbundenen, mit Sand gefüllten Schächten angelegt, das den Zugang zur Grabkammer verhindern sollte. Bei der Ausgrabung im Südwesten wurde auch das intakte Grab des Priesters und Palastverwalters Iufaa freigelegt.

## Forschungsgeschichte
1838 räumte John Shae Perring die Eingänge zu den Pyramiden von Sahure, Neferirkare und Niuserre frei und vermaß sie. Fünf Jahre später erforschte Richard Lepsius die Nekropole und nummerierte die drei Pyramiden mit den Zahlen XVIII, XXI und XX (siehe Lepsius-Pyramidenliste). In den Jahren 1902 bis 1908 untersuchte Ludwig Borchardt, der für die Deutsche Orient-Gesellschaft arbeitete, dieselben Pyramiden erneut und legte auch die angrenzenden Tempel und Aufwege frei, mit spektakulären Ergebnissen, insbesondere im Pyramidenkomplex des Sahure.
Seit 1976 hat eine Expedition des Ägyptologie-Instituts der Prager Karls-Universität unter der Leitung von Miroslav Verner ein Gebiet bei Abusir südlich vom Aufweg der Niuserre-Pyramide ausgegraben. Dabei wurden mehrere Mastabas der späten 5. Dynastie, meist Gräber von Mitgliedern der königlichen Familie, und zwei Pyramiden freigelegt – die eine gehörte einer Königin namens Chentkaus und die andere dem vierten König der 5. Dynastie, Raneferef. Eine weitere Pyramide, die, wenn sie fertig gestellt worden wäre, die größte in Abusir gewesen wäre, wurde ebenfalls von der Expedition untersucht.